# Attenella delantala
Attenella delantala is een haft uit de familie Ephemerellidae. De wetenschappelijke naam van de soort is voor het eerst geldig gepubliceerd in 1952 door Mayo.
De soort komt voor in het Nearctisch gebied.